# Posveta hrvatskog naroda Presvetom Srcu Isusovu
Posveta hrvatskog naroda Presvetom Srcu Isusovu je crkveno-nacionalni čin koji Hrvatska biskupska konferencija obnovila 2025. godine u sklopu Jubilejske godine 2025.

## Povijesni kontekst
Tradicija posvete Srcu Isusovu među Hrvatima seže u 1900. godinu, kada se preko 160.000 hrvatskih mladića i djevojaka posvetilo Presvetom Srcu na blagdan 11. lipnja. Inicijativu je pokrenuo austrijski isusovac Anton Puntigam uz potporu zagrebačkih svećenika, a posveta je prethodila Prvom hrvatskom katoličkom sastanku. Sve hrvatske biskupije i tadašnja Zemaljska vlada podržale su ovaj duhovni pothvat.
Posveta iz 1900. godine ostavila je trag u hrvatskom crkvenom pjevanju kroz pjesmu „Do nebesa nek se ori”, komponiranu posebno za tu prigodu. Ova pjesma postala je jedna od najomiljenijih hrvatskih vjerskih pjesmi kroz cijelo 20. stoljeće, a autor je isusovac Petar Perica, koji će kasnije postati mučenik.

## Posveta 2025.
Na 69. plenarnom zasjedanju Hrvatske biskupske konferencije (12. - 14. studenoga 2024.) u Zagrebu, biskupi su donijeli odluku o obnovi posvete u jubilarnoj godini 2025. Čin se odvijao istovremeno u suradnji s Biskupskom konferencijom Bosne i Hercegovine.

### Liturgijski okvir
Svečana posveta dogodila se na svetkovinu Presvetoga Srca Isusova, 27. lipnja 2025. u 19 sati. Ceremonija je počela zvonjavom zvona u trajanju od pet minuta, nakon čega je slijedilo euharistijsko slavlje. Čin posvete obavljao se nakon Popričesne molitve, koristeći posebno pripremljenu molitvu odobrenu na zasjedanju Hrvatske biskupske konferencije 30. travnja 2025.

### Teološki aspekti
Prema Direktoriju o pučkoj pobožnosti i liturgiji, pobožnost Presvetom Srcu predstavlja „veliki povijesni izražaj pobožnosti Crkve prema Isusu Kristu”. Srce Isusovo simbolizira Božju ljubav, milosrđe i vjernost.